# Eugnesia polita
Eugnesia polita là một loài bướm đêm trong họ Geometridae.